# Greycliff
Greycliff is een plaats (census-designated place) in de Amerikaanse staat Montana, en valt bestuurlijk gezien onder Sweet Grass County.

## Demografie
Bij de volkstelling in 2000 werd het aantal inwoners vastgesteld op 56.

## Geografie
Volgens het United States Census Bureau beslaat de plaats een oppervlakte van
0,9 km², geheel bestaande uit land. Greycliff ligt op ongeveer 1201 m boven zeeniveau.

## Plaatsen in de nabije omgeving
De onderstaande figuur toont nabijgelegen plaatsen in een straal van 44 km rond Greycliff.